# Liste deutsch-dänischer Städte- und Gemeindepartnerschaften
Die Liste führt die Städte- und Gemeindepartnerschaften zwischen Deutschland und Dänemark auf, ohne Anspruch auf Vollständigkeit zu erheben. Nach der Verwaltungsreform zum 1. Januar 2007, als 271 Kommunen zu nun 98 Kommunen zusammengelegt wurden, reduzierten sich gleichermaßen die Städte- und Gemeindepartnerschaften um fast die Hälfte. Lag die Zahl der Partnerstädte (venskabsbyer) vorher bei über 900, gingen die dänischen Kommunen nach 2007 insgesamt nur noch 507 Partnerschaften ein.
| Deutsche Gemeinde              | Bundesland             | Dänische Kommune                                      | Dänische Region    | seit                                        |
| ------------------------------ | ---------------------- | ----------------------------------------------------- | ------------------ | ------------------------------------------- |
| Alken                          | Rheinland-Pfalz        | Alken, Skanderborg Kommune                            | Region Midtjylland | [ 2 ]                                       |
| Alsfeld                        | Hessen                 | Nakskov                                               | Region Sjælland    | 1963                                        |
| Bad Berleburg                  | Nordrhein-Westfalen    | Fredensborg Kommune                                   | Region Hovedstaden | 1975                                        |
| Bad Salzungen                  | Thüringen              | Ishøj Kommune                                         | Region Hovedstaden | 1994                                        |
| Barmstedt                      | Schleswig-Holstein     | Middelfart Kommune                                    | Region Syddanmark  | 1988                                        |
| Charlottenburg-Wilmersdorf     | Berlin                 | Gladsaxe                                              | Region Hovedstaden | 1968                                        |
| Steglitz-Zehlendorf            | Berlin                 | Brøndby                                               | Region Hovedstaden | 1968                                        |
| Borken                         | Nordrhein-Westfalen    | Albertslund Kommune                                   | Region Hovedstaden | 1987                                        |
| Brandenburg an der Havel       | Brandenburg            | Ballerup Kommune                                      | Region Hovedstaden | 2017                                        |
| Bremerhaven                    | Bremen                 | Frederikshavn Kommune                                 | Region Nordjylland | 1979                                        |
| Celle                          | Niedersachsen          | Holbæk Kommune                                        | Region Sjælland    | 1980                                        |
| Dassel                         | Niedersachsen          | Egedal Kommune                                        | Region Hovedstaden | 1990–2011                                   |
| Delmenhorst                    | Niedersachsen          | Kolding Kommune                                       | Region Syddanmark  | 1979                                        |
| Eberswalde                     | Brandenburg            | Herlev Kommune                                        | Region Hovedstaden | 1994                                        |
| Eutin                          | Schleswig-Holstein     | Guldborgsund Kommune                                  | Region Sjælland    | 1982                                        |
| Fehmarn                        | Schleswig-Holstein     | Lolland Kommune (früher Rødby)                        | Region Sjælland    | 1964 Gemeindefreundschaft                   |
| Grabow                         | Mecklenburg-Vorpommern | Albertslund Kommune                                   | Region Hovedstaden | 1973                                        |
| Güstrow                        | Mecklenburg-Vorpommern | Ribe (Teil von Esbjerg Kommune)                       | Region Syddanmark  | 1991                                        |
| Herford                        | Nordrhein-Westfalen    | Fredericia                                            | Region Syddanmark  | 1987                                        |
| Hohenwestedt                   | Schleswig-Holstein     | Billund Kommune                                       | Region Syddanmark  |                                             |
| Husum                          | Schleswig-Holstein     | Gentofte Kommune                                      | Region Hovedstaden | 1982                                        |
| Kaiserslautern                 | Rheinland-Pfalz        | Silkeborg Kommune                                     | Region Midtjylland | 2000/2007                                   |
| Kaltenkirchen                  | Schleswig-Holstein     | Aabenraa bis 1970 mit dem 2007 eingemeindeten Rødekro | Region Syddanmark  |                                             |
| Kappeln                        | Schleswig-Holstein     | Faaborg-Midtfyn Kommune (Städtefreundschaft)          | Region Syddanmark  | 1984 (mit der damaligen Gemeinde Faaborg)   |
| Kiel                           | Schleswig-Holstein     | Aarhus                                                | Region Midtjylland | 2019                                        |
| Lüneburg                       | Niedersachsen          | Viborg Kommune                                        | Region Midtjylland | 1992                                        |
| Minden                         | Nordrhein-Westfalen    | Gladsaxe                                              | Region Hovedstaden | 1968                                        |
| Misburg-Anderten (zu Hannover) | Niedersachsen          | Morsø Kommune                                         | Region Nordjylland | 1970                                        |
| Neubrandenburg                 | Mecklenburg-Vorpommern | Gladsaxe Kommune                                      | Region Hovedstaden | 1990                                        |
| Neustadt in Holstein           | Schleswig-Holstein     | Bornholm (vor 2003 Rønne)                             | Region Hovedstaden | 1982                                        |
| Oldenburg (Oldb)               | Niedersachsen          | Høje-Taastrup Kommune                                 | Region Hovedstaden | 1978                                        |
| Ratzeburg                      | Schleswig-Holstein     | Ribe (Teil von Esbjerg Kommune)                       | Region Syddanmark  | 1989                                        |
| Rendsburg                      | Schleswig-Holstein     | Aalborg                                               | Region Nordjylland | 1976                                        |
| Rheinsberg                     | Brandenburg            | Toftlund                                              | Region Syddanmark  | 1995                                        |
| Rostock                        | Mecklenburg-Vorpommern | Aarhus                                                | Region Midtjylland | 1964/2006                                   |
| Rostock                        | Mecklenburg-Vorpommern | Guldborgsund Kommune                                  | Region Sjælland    | 2014                                        |
| Schleswig                      | Schleswig-Holstein     | Vejle Kommune                                         | Region Syddanmark  | 1977                                        |
| Schwerin                       | Mecklenburg-Vorpommern | Odense                                                | Region Syddanmark  | 1995                                        |
| Stralsund                      | Mecklenburg-Vorpommern | Svendborg Kommune                                     | Region Syddanmark  | 1992                                        |
| Tönning                        | Schleswig-Holstein     | Fanø                                                  | Wattenmeerinsel    | 2013                                        |
| Tornesch                       | Schleswig-Holstein     | Jammerbugt Kommune                                    | Region Nordjylland | 2008                                        |
| Uslar                          | Niedersachsen          | Kerteminde (Kerteminde Kommune)                       | Region Syddanmark  | 1985–2010                                   |
| Lutherstadt Wittenberg         | Sachsen-Anhalt         | Haderslev (Haderslev Kommune)                         | Region Syddanmark  | 2004                                        |
| Wismar                         | Mecklenburg-Vorpommern | Aalborg (Aalborg Kommune)                             | Region Nordjylland | 1963 Mit der damaligen Gemeinde geschlossen |
| Wolgast                        | Mecklenburg-Vorpommern | Nexø (Bornholms Kommune)                              | Region Hovedstaden |                                             |

## Städte- und Gemeindepartnerschaften bis 2006
Teilweise werden Kontakte, die im Rahmen der Städte- und Gemeindepartnerschaften entstanden, auch nach der Verwaltungsreform von 2007 weiterhin noch gepflegt.
| Deutsche Gemeinde | Bundesland             | Dänische Kommune bis 2006 | Amt bis 2006       | Dänische Kommune ab 2007 | von–bis   |
| ----------------- | ---------------------- | ------------------------- | ------------------ | ------------------------ | --------- |
| Dargun            | Mecklenburg-Vorpommern | Skælskør                  | Vestsjællands Amt  | Slagelse Kommune         | 1992–2006 |
| Eckernförde       | Schleswig-Holstein     | Nakskov                   | Storstrøms Amt     | Lolland Kommune          | 1969–2006 |
| Heiligenhafen     | Schleswig-Holstein     | Maribo                    | Storstrøms Amt     | Lolland Kommune          | 1975–2006 |
| Husum             | Schleswig-Holstein     | Gentofte Kommune          | Københavns Amt     | Gentofte Kommune         | 1982–2006 |
| Ratzeburg         | Schleswig-Holstein     | Ribe                      | Ribe Amt           | Esbjerg Kommune          | 1989-     |
| Schwerin          | Mecklenburg-Vorpommern | Odense                    | Fyns Amt           | Odense Kommune           | [ 52 ]    |
| Sulingen          | Niedersachsen          | Galten                    | Århus Amt          | Skanderborg Kommune      | 1986–2006 |
| Tönning           | Schleswig-Holstein     | Skærbæk Kommune           | Sønderjyllands Amt | Tønder Kommune           | bis 2006  |